# Liste der Landschaftsschutzgebiete in der Freien Hansestadt Bremen
Die Liste der Landschaftsschutzgebiete in der Freien Hansestadt Bremen enthält sieben Landschaftsschutzgebiete (Stand: April 2014). Die Gesamtgröße des Landschaftsschutzgebietes im Land Bremen beträgt ca. 8132 Hektar, entsprechend 19,49 % der Landesfläche. Grundlage war das Bremische Naturschutzgesetz vom 17. September 1979, abgelöst durch das Bremische Gesetz über Naturschutz und Landschaftspflege vom 27. April 2010. Für das Landschaftsschutzgebiet der Stadt Bremen als Ganzes galt zunächst die Verordnung von 1968. In den Jahren seit 2006 wurden die Gebiete L3 bis L7 aus der Verordnung von 1968 herausgelöst und durch neue, eigenständige Verordnungen festgesetzt.

## Liste
| Name des Landschaftsschutzgebietes | Lage            | Stadtteil(e)                                                                                                   | Datum der Verordnung | Fläche (ha) | Bild |
| --- | --------------- | --- | -------------------- | ----------- | ---- |
| L1 Landschaftsschutzgebiet Surheide-Süd/Ahnthammsmoor                                                                                        | Standort        | Wulsdorf | 23. März 1984        | 157         |      |
| L2 Landschaftsschutzgebiet Rohrniederung | Standort        | Wulsdorf | 4. März 2006         | 137         |      |
| L3 Landschaftsschutzgebiet Niedervieland-Wiedbrok-Stromer Feldmark                                                                           | Standort        | Seehausen, Strom                                                                                               | 1. August 2006       | 904         |      |
| L4 Landschaftsschutzgebiet Nordwestliche Osterholzer Feldmark                                                                                | Standort        | Osterholz | 19. April 2007       | 9,37        |      |
| L5 Landschaftsschutzgebiet Blockland-Burgdammer Wiesen                                                                                       | Standort        | Blockland, Borgfeld, Burglesum, Horn-Lehe                                                                      | 23. Juni 2009        | 2934        |      |
| L6 Landschaftsschutzgebiet Werderland und Lesumröhrichte                                                                                     | Standort        | Burglesum, Häfen, Vegesack                                                                                     | 14. Dezember 2010    | 471         |      |
| L7 Landschaftsschutzgebiet Lesumniederung und Burg-Grambke                                                                                   | Standort        | Burglesum | 14. Dezember 2010    | 228         |      |
| L8 Landschaftsschutzgebiet Oberneulander Wümmeniederung (Oberneulander Schnabel)                                                             | Standort        | Oberneuland | 26. Mai 2015         | 297         |      |
| L9 Landschaftsschutzgebiet Borgfeld-Timmersloh, Warf und Kuhweide                                                                            | Standort (Teil) | Borgfeld, Horn-Lehe                                                                                            | 26. Mai 2015         | 638         |      |
| L10 Landschaftsschutzgebiet Oberneulander Feldmark (Oberneulander Wiesen), Oberneulander/Osterholzer Wümmeniederung und Parks in Oberneuland | Standort (Teil) | Borgfeld, Oberneuland, Osterholz                                                                               | 26. Mai 2015         | 713         |      |
| L11 Landschaftsschutzgebiet Achterdiek | Standort        | Oberneuland | 26. Mai 2015         | 115         |      |
| L12 Landschaftsschutzgebiet Binnendüne Bockhorn                                                                                              | Standort        | Blumenthal, Lüssum-Bockhorn                                                                                    | 26. Februar 2019     | 16,8        |      |
| Bremen 1968; 34. Änderung 25. Juli 2014 |                 | Blumenthal, Vegesack, Burglesum, Borgfeld, Oberneuland, Osterholz, Hemelingen, Obervieland, Neustadt, Huchting | 2. Juli 1968         | 3257        |      |